# Pomišljaj
Pomišljáj je večinoma enodelno, lahko pa tudi dvodelno ločilo, načeloma nestično. Je daljša črtica kot deljaj oziroma vezaj. Po obliki ločimo navadni (–) in tako imenovani dolgi pomišljaj (—). Dolgi pomišljaj lahko pišemo med povedmi, ki niso deli istega besedila, če je v njih že uporabljen navadni pomišljaj (npr. Ti očeta do praga – sin tebe čez prag. — Ti meni luč – jaz tebi ključ.). Po vlogi pa poznamo odstavčnega, predložnega, oklepajnega, narekovajnega ipd.:44–45
Na računalniški tipkovnici s slovensko razporeditvijo tipk dobimo navadni pomišljaj (–) z zaporedjem AltGr + ⇧ Shift + -, dolgi pomišljaj (—) pa z AltGr + -.

## Enodelni pomišljaj
Enodelni pomišljaj je po navadi nestično ločilo.

### Skladenjska raba
Skladenjsko se z enodelnim pomišljajem::44–45:38–40
- nadomešča vejice, če želimo kaj izrazito poudariti: Ločila: pika – vejica – podpičje – vprašaj ...;
- zaznamuje zvezo osebka in povedka ob izpuščeni glagolski obliki, zlasti v naslovih: Mladost – norost;
- vpeljuje poudarjeno pristavčno pojasnilo že zapisane besede ali besedne zveze, namesto pristavčne vejice: Le eno je potrebno – delo;
- zaznamuje nedorečeno misel, zamolk (Takoj tiho, če ne –!). Takih pomišljajev je lahko več: (Vse besede so odveč – –). Namesto pomišljaja se lahko pri zamolku rabi tripičje: Bratu bi povedala, pa ...;
- izrazimo spremembo skladenjskega naklona v isti povedi: Včeraj je prišel mimo – kaj misliš kdo? — Pavel – s tabo je konec!;
- uvaja dobesedni navedek premega govora namesto narekovajev, vendar le na začetku odstavka, kadar pred njim ni spremnega stavka:

– Kje si bil? vpraša oče. V šoli?

Sin odgovori: V mestu, in hoče oditi.
– 
Zakaj?
– 
Moral sem, odgovori sin, klicali so me.

### Neskladenjska raba
Enodelni pomišljaj se rabi neskladenjsko zlasti v naslednjih primerih::44–45:290
- stično namesto predlogov od ... do (t. i. predložni pomišljaj): 10–20 °C, 100–200 €, str. 312–314, v letih 1800–1862, železniška proga Kranj–Tržič;
- stično v nesklonljivih besednih zvezah: sistem voda–etanol;
- nestično kot matematični znak za 'minus' oziroma 'manj': a – b = c, 7 – 3; pri navajanju relativnih številk, npr. temperature, se uporablja stično znak minus: −7 °C;
- nestično označimo 'proti': Olimpija – Maribor;[2]:38–40
- nestično namesto odstavčne številke ali črke (t. i. odstavčni ali alinejski pomišljaj):

Lastna imena se delijo na:
– osebna,
– stvarna,
– zemljepisna.
- nestično med enotami besedila, ki so v kakšnem razmerju, zlasti nasprotnostnem: rumeneti – rumeniti, ne samo – ampak tudi;
- dolgi nestični pomišljaj med povedmi iz raznih besedil ali iz raznih delov istega besedila, naštetimi v istem stavku: Ti očeta do praga – sin tebe čez prag. — Ti meni luč – jaz tebi ključ.

## Dvodelni pomišljaj
Dvodelni pomišljaj loči vrinjeni stavek od preostalega dela povedi: S prijateljem – zakaj ne bi imel prijatelja tudi jaz – sva šla počasi po drevoru. V takih primerih pišemo pomišljaj navadno le, če ima poved več stavkov, med seboj že tako ločenih z vejico. Če je poved enostavna, ločimo vrinjeni stavek navadno kar z vejicama: Jurko, ne bodi len, je pobral kost.:44–45